# Gustav Bruch
Gustav Samuel Daniel Bruch, né le 12 janvier 1822 à Sarrebruck-St. Johann et mort le 7 juillet 1899 dans la même localité, est un propriétaire de brasserie et un homme politique allemand, membre du Parti national-libéral.

## Biographie
Bruch est originaire d'une vieille famille sarrebruckoise. Il étudie au Gymnasium et à la Realschule à Sarrebruck, puis il devient responsable politique communal et propriétaire de la brasserie Bruch dans la même ville. De 1870 à 1887, il est adjoint de la ville. En 1897, il est fait citoyen d'honneur de Sarrebruck. À Sarrebruck, la Gustav-Bruch-Straße est nommée d'après lui.
De 1867 à 1869, Bruch est député de la circonscription Trèves 5 (Sarrebruck) au Reichstag de la Confédération de l'Allemagne du Nord. En parallèle, il est aussi membre du Parlement douanier de 1868 à 1860. Bruch est membre du Parti national-libéral.